# Arctomia
Arctomia — рід грибів родини Arctomiaceae. Назва вперше опублікована 1860 року.

## Класифікація
До роду Arctomia відносять 15 видів:
- Arctomia acutior
- Arctomia borbonica
- Arctomia delicatula
- Arctomia fascicularis
- Arctomia insignis
- Arctomia interfixa
- Arctomia latispora
- Arctomia leptospora
- Arctomia muscicola
- Arctomia papuana
- Arctomia papuanarum
- Arctomia papuanorum
- Arctomia subantarctica
- Arctomia teretiuscula
- Arctomia uviformis